# May Milton
Pour les articles homonymes, voir Milton.
May Milton est une danseuse de cabaret lesbienne britannique. Elle a notamment dansé pendant une saison au Moulin-Rouge, en compagnie de Jane Avril, dont elle a été la compagne. L'affiche de sa tournée américaine, peinte par Toulouse-Lautrec, est restée célèbre.

## Biographie
May Milton, dont les dates de naissance et de mort sont inconnues, est une danseuse de cabaret britannique. Elle a dansé une saison au Moulin-Rouge, en groupe et en solo. Certains critiques de la scène parisienne, dont l'écrivain Gustave Coquiot, suggèrent qu'elle n'était que peu talentueuse,. Le critique d'art Maurice Joyant vante cependant son agilité et son habilité dans les chorégraphies complexes des pantomimes en groupe. May Milton pourtant avoir été programmée de façon fréquente pendant son hiver au cabaret.
Arrivée à Paris avec une troupe de danseuses anglaises, May Milton bénéficie de la protection de Jane Avril, dont elle a été l'une des partenaires. Bien que leur relation n'ait pas été publique, leur cercle d'amis savait qu'elles partageaient un appartement à Montmartre,. Dans ses mémoires, Avril mentionne son séjour dans la famille de Milton, à Londres, ainsi que leurs relations sexuelles. Milton a également été la compagne de la danseuse irlandaise May Belfort.
May Milton est décrite comme menue, blonde, aux yeux bleus, avec un menton fort,.

## Postérité
May Milton a été l'une des muses d'Henri de Toulouse-Lautrec, qui l'a représentée à plusieurs reprises. Elle apparaît notamment dans son tableau Au Moulin-Rouge, au premier plan, tout à droite,.
May Milton est également dépeinte seule dans une lithographie de Toulouse-Lautrec, acquise par The Conservation Center de Chicago en 2015.

### AfficheMay Miltonde Toulouse-Lautrec
À la demande de Jane Avril, Toulouse-Lautrec réalise une affiche pour la tournée américaine de May Milton, en 1895. L'affiche est pensée par Toulouse-Lautrec pour être affichée aux côtés de celle qu'il réalise pour May Belfort. Par ces portraits complémentaires, il a peut-être souhaité illustrer leur liaison.
En raison de l'annulation de la tournée, l'affiche n'est finalement imprimée que dans un tirage numéroté de 25 exemplaires, signés par le peintre. Le no 25 de cette édition fait partie de la collection Jacques Doucet de la bibliothèque de l'Institut national d'histoire de l'art. Le portrait est diffusé, sous forme de reproduction modifiée, dans la revue Le Rire le 3 août 1895, puis dans Le Courrier Français le 16 février 1896. L'affiche est ensuite réimprimée en 100 exemplaires, non signés : la Bibliothèque nationale de France possède l'un d'entre eux.
Pablo Picasso aurait particulièrement apprécié cette œuvre, au point de l'ingérer à l'arrière plan de sa peinture La Chambre bleue (Picasso) (en).

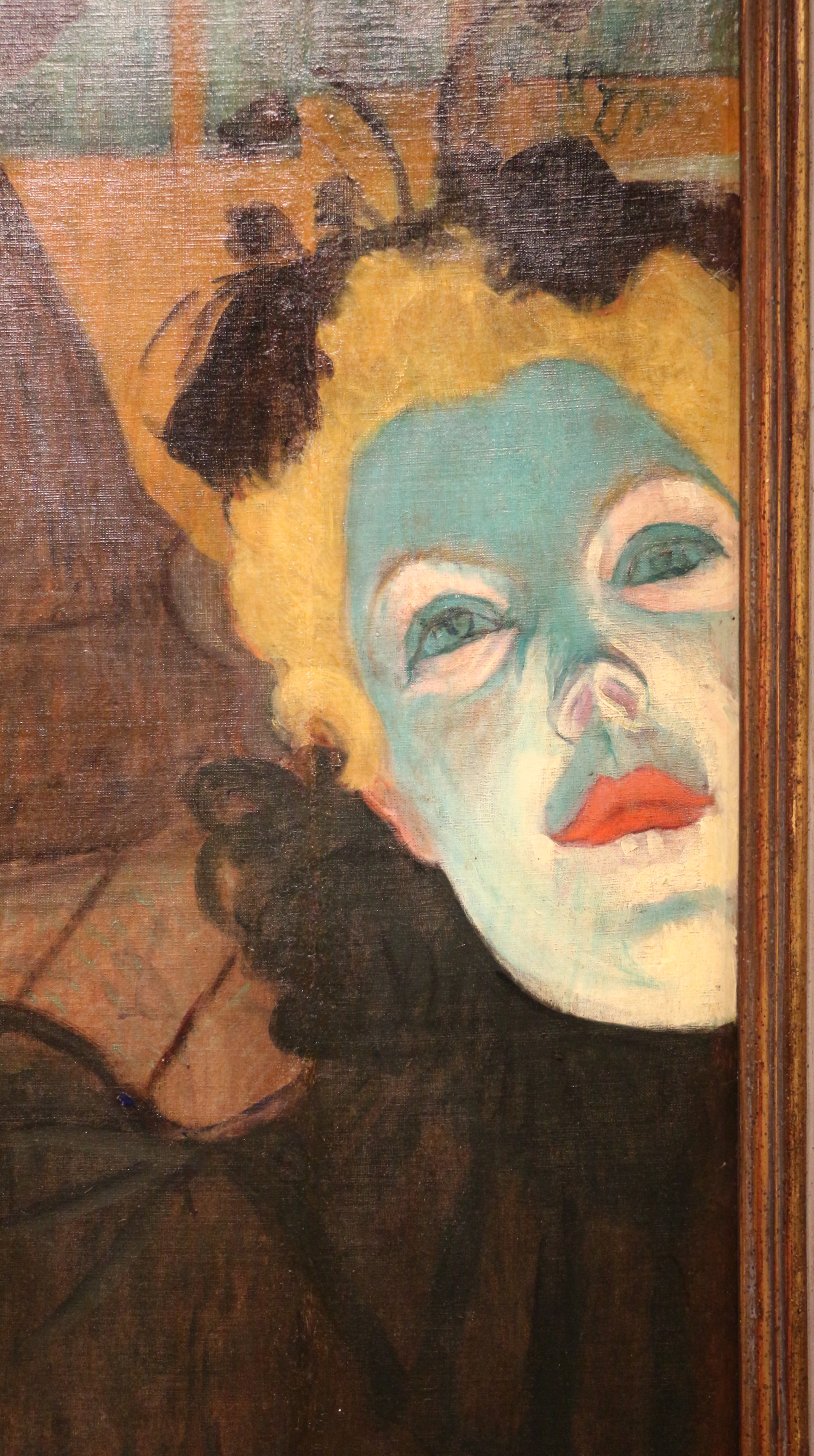
May Milton, détail du tableau Au Moulin-Rouge de Toulouse-Lautrec (1892-1895).
Affiche réalisée par Toulouse-Lautrec pour la tournée américaine de May Milton (1895).
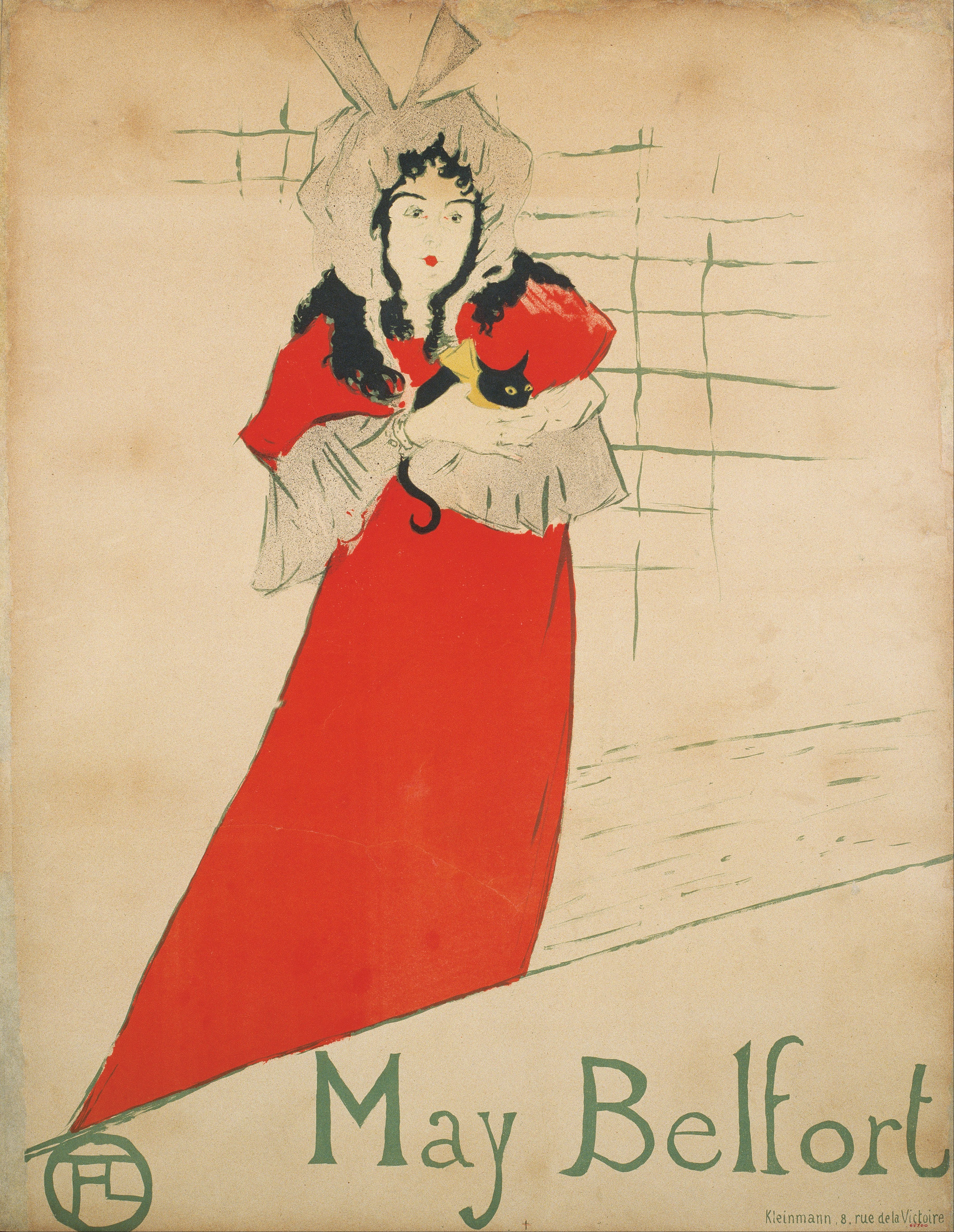
Affiche de Toulouse-Lautrec représentant May Belfort (1895).